# 2003년 2월
| 2003년: 1월 · 2월 · 3월 · 4월 · 5월 · 6월 · 7월 · 8월 · 9월 · 10월 · 11월 · 12월 |

| <       | 2003년 2월 | 2003년 2월 | 2003년 2월 | 2003년 2월 | 2003년 2월 | >          |
| 일      | 월         | 화         | 수         | 목         | 금         | 토         |
|         |            |            |            |            |            | 1 1.1 을사 |
| 2 병오  | 3 정미     | 4 무신     | 5 기유     | 6 경술     | 7 신해     | 8 임자     |
| 9 계축  | 10 갑인    | 11 을묘    | 12 병진    | 13 정사    | 14 무오    | 15 기미    |
| 16 경신 | 17 신유    | 18 임술    | 19 계해    | 20 갑자    | 21 을축    | 22 병인    |
| 23 정묘 | 24 무진    | 25 기사    | 26 경오    | 27 신미    | 28 임신    |            |

| 편집하기 |

## 2003년2월 25일
- 노무현이 제16대 대통령으로 취임하다.

## 2003년2월 24일
- 24일과 25일에 걸쳐 쿠알라룸푸르에서 비동맹 운동의 회의가 열렸다. 동티모르와 세인트빈센트 그레나딘의 2개국을 새 회원국으로 받아들여 116개국이 된 비동맹 운동은 미국의 이라크 침공에 반대하는 성명을 채택하는 한편으로 이라크의 국제 연합 요구 사항 준수도 요구하다.

## 2003년2월 22일
- 로만 폴란스키가 피아니스트로 세자르 상(fr)에서 7개 부문을 석권하다.

## 2003년2월 18일
- 대구 지하철 화재 참사가 발생하다. 192명 사망이 사망하고 148명이 부상당하였다.

## 2003년2월 15일
- 미국의 이라크 침공에 반대하는 시위가 전 세계적으로 일어나다. 이 시위에는 전 세계적으로 약 1억 4500여만 명의 사람이 참여한 것으로 알려졌다.

## 2003년2월 13일
- SBS 8시 뉴스 일요일 분노폭발. 분노 발생된 것이다.

## 2003년2월 7일
- 코트디부아르의 로랑 그바그보 대통령이 클레베르 조약을 승인하면서도 자신의 기득권을 지키겠다고 선언하다.

## 2003년2월 2일
- 2002년 12월 2일부터 이어진 베네수엘라의 총파업이 종료되다.

## 2003년2월 1일
- 컬럼비아 우주왕복선, 귀환 도중 미국 텍사스 상공에서 공중폭발하여, 타고 있던 우주비행사 7명 전원이 사망했다.
- 프랑스에서 연금 제도의 개악을 반대하는 시위가 전국적으로 약 35만 명이 참가한 가운데 열렸다.
- 코트디부아르 아비장에서 로랑 바보(fr) 대통령의 지지자들이 클레베르 조약(fr)에 반대하며 시위하다.